# Ester Partegàs
Ester Partegàs (La Garriga, Vallès Oriental, 1972) és una artista contemporània que viu i treballa entre Nova York i Marfa, Texas. En el seu treball artístic combina el dibuix, la pintura, l'escultura i la instal·lació. En el desenvolupament formal dels seus treballs persisteixin aspectes volumètrics i espacials que han portat a l'artista a definir-se com a escultora. Amb els seus projectes articula una crítica a la societat de consum, a la banalització i la submissió al capitalisme que té la societat. La seva obra forma part de nombroses col·leccions públiques com el MoMA de Nova York o la Fundació Coca-Cola de Madrid.
Va cursar Belles Arts a la Universitat de Barcelona i posteriorment va ampliar els seus estudis a la Hochschule der Künste de Berlín i a l'International Studio & Curatorial Program de Nova York. La seva trajectòria va començar a prendre força a l'estranger. Amb una clara vocació escultòrica l'obra de Partegàs es formalitza en diferents formats, moltes vegades combinats, com la instal·lació, el vídeo, la pintura, la fotografia o treballs murals sobre paret. Des dels seus inicis ha desenvolupat un conjunt d'obres que es refereixen a la societat de consum i a l'espai urbà. Ha denunciat i continua reflexionant sobre els efectes perversos del consumisme, la pèrdua d'identitat o la deshumanització que comporta la vida urbana. En tot el seu treball hi ha una crítica directa a l'opulència del capitalisme i a les conseqüències del seu desplegament, tant a nivell de col·lectiu com individual.
La seva obra ha estat exposada en nombroses exposicions individuals i col·lectives, entre elles Els somnis són més poderosos que els malsons i viceversa (Centre d'Art Santa Mònica, Barcelona, 2003), Barricades (Galeria Nogueras Blanchard, Barcelona, 2004), We the People (Christopher Grimes Gallery, Santa Mònica, 2006), Grasses saturades (Foxy Production, Nova York, 2006), Invasores (MNCARS, Madrid, 2008), Barricades, Helga de Alvear, Madrid (2005), i en institucions com l'Aldrich Museum of Contemporary Art, Ridgefield, The Invisible (2008), o La Casa Encendida, Madrid (2002).
L'obra de Partegàs forma part de la col·lecció del MoMA de Nova York, l'ARTIUM Centre-Museu Basc d'Art Contemporani de Vitòria-Gasteiz, la Fundació Coca-Cola de Madrid, el Dikeou Collection de Denver, col·lecció "la Caixa" d'Art Contemporani de Barcelona, Museu de Art Contemporani Helga de Alvear de Càceres, entre d'altres. Ha participat en exposicions col·lectives com la 2a Biennal de Moscou (2007), la Biennal de Busan (2006), la 1a Biennal d'Art, Arquitectura i Paisatge de les Illes Canàries (2006), al SculptureCenter de Nova York (2005), i en l'Inner City/Outer Space del Whitney Museum of American Art a Altria, Nova York (2002), entre d'altres.